# Kallima boisduvali
Kallima boisduvali är en fjärilsart som beskrevs av Moore 1879. Kallima boisduvali ingår i släktet Kallima och familjen praktfjärilar. Inga underarter finns listade i Catalogue of Life.